# Palacete Chaves
O Palacete Chaves é um extinto prédio da Família Chaves Barcellos, construído em 1909 pelo arquiteto Theo Wiederspahn. Se localizava na cidade de Porto Alegre, na esquina da Rua General Câmara com a Rua dos Andradas, popularmente conhecida como Rua da Praia.

## História
Antônio Chaves Barcellos comprou um prédio que pertencia ao dramaturgo Quorpo Santo e contratou o arquiteto Theo Wiederspahn para construir um novo prédio, para uso comercial, que ficou conhecido como Palacete Chaves. O Palacete foi demolido por volta do ano de 1950.
O Palacete já abrigou, em uma das suas salas, a Federação das Associações Rurais do Rio Grande do Sul (FAR).